# 林士弘
林 士弘（りん しこう）は、隋末唐初に割拠した群雄の一人。南越王、または楚帝を称した。

## 生涯
饒州鄱陽県の出身。大業11年（615年）に同郷の操師乞とともに挙兵し、隋に叛いた。大業12年（616年）、操師乞は元興王を号し、始興と建元して豫章郡に拠り、林士弘を大将軍とした。隋は劉子翊を派遣して操師乞を討伐し、操師乞は射殺された。林士弘は操師乞の残余の部衆を糾合して劉子翊と鄱陽湖で再戦し、これを敗死させた。その部衆は十万を超え、虔州に拠って、南越王と号した。さらに楚の皇帝を僭称して、独自の元号として太平を立てた。鄭大節が九江郡をもって林士弘に呼応すると、林士弘は鄭大節の党与の王戎を司空に任じた。臨川・廬陵・南康・宜春の人々が隋の太守や県令を殺して林士弘につき、北は九江から南は番禺にいたる広大な地域を支配することとなった。
太平2年（618年）、蕭銑の水軍に豫章で敗れると、林士弘は洪州・虔州・循州・潮州の地のみを保った。太平5年（621年）、蕭銑が唐に敗れると、亡命してきた兵士によって林士弘の勢力は盛り返した。唐の趙郡王李孝恭の招慰によって、循州と潮州は離反して唐についた。
太平6年（622年）、林士弘の弟の鄱陽王林薬師が兵2万で循州を包囲したが、唐の総管楊世略に撃破されて斬られた。そこで林士弘はやむなく唐に降伏を願い出た。王戎もまた唐に降って洪州総管となった。林士弘は安成の山洞に逃れて亡命者を誘い、再び乱を謀った。それに袁州の人々が呼応した。張善安が察知して林士弘を討伐しようとしたが、その前に林士弘が死んだので、その勢力は瓦解した。

## 伝記資料
- 『旧唐書』巻五十六 列伝第六「林士弘伝」
- 『新唐書』巻八十七 列伝第十二「林士弘伝」